# 小行星9499
小行星9499（9499 Excalibur）是一颗绕太阳运转的小行星，为主小行星带小行星。该小行星于1973年9月29日发现。

## 轨道参数
小行星9499的轨道半长轴为2.9431077 UA，离心率为0.001。